# افسانه رثایی
افسانه رثایی، خوانندهٔ موسیقی ایرانی است.
پدروی، فرزند ‏ارشد ضیا الذاکرین رثایی از خوانندگان زمان خود بود که شیوۀ آوازی خاص خود را داشت، علاقهٔ او به خوانندگی از آنجا آغاز شد. وی از سال ۱۳۵۳ به مدت ۹ سال، در مرکز حفظ و اشاعه موسیقی، ردیف‌های آوازی را نزد محمود کریمی آموخت.
افسانه رثایی، یکی از اعضای گروه هم‌آوایان است.

## آثار
در چند سال اخیر، افسانه رثایی به عنوان خواننده با حسین علیزاده همکاری کرده که نتیجهٔ این همکاری، آثار زیر بوده‌اند:
- سرود گل، ۱۳۸۶
- به تماشای آب‌های سپید، ۱۳۸۳
- راز نو، ۱۳۷۷